# Сухореченское сельское поселение
Сухоре́ченское се́льское поселе́ние — муниципальное образование в Карталинском районе Челябинской области Российской Федерации. В рамках административно-территориального устройства муниципальное образование  соответствует административно-территориальной единице Сухореченский сельсовет.
Административный центр — посёлок Сухореченский.

## История
Статус и границы сельского поселения установлены Законом Челябинской области от 17 сентября 2004 года № 275-ЗО «О статусе и границах Карталинского муниципального района, городского и сельских поселений в его составе»

## Население
| 2002  | 2010  | 2011  | 2012  | 2013  | 2014  | 2015  |
| ----- | ----- | ----- | ----- | ----- | ----- | ----- |
| 1613  | ↘1529 | ↘1523 | ↘1503 | ↘1491 | ↘1457 | ↘1420 |
| 2016  | 2017  | 2018  | 2019  | 2020  | 2021  |       |
| ↘1397 | ↘1384 | ↘1352 | ↘1305 | ↘1294 | ↘1285 |       |

## Состав сельского поселения
| № | Населённый пункт | Тип населённого пункта          | Население |
| - | ---------------- | ------------------------------- | --------- |
| 1 | Новокатенино     | посёлок                         | ↘211      |
| 2 | Разъезд 61 км    | посёлок                         | ↘25       |
| 3 | Рассветный       | посёлок                         | ↘268      |
| 4 | Сенной           | посёлок                         | ↗310      |
| 5 | Сухореченский    | посёлок, административный центр | ↘715      |